# Fast X
Fast X är en amerikansk actionfilm från 2023. Filmen är regisserad av Louis Leterrier, med manus skrivet av Justin Lin, Dan Mazeau och Gary Scott Thompson. Det är uppföljaren till Fast & Furious 9 från 2021 och är den tionde filmen i The Fast and the Furious-franchisen, och den tionde filmen i huvudserien.
Filmen hade biopremiär i Sverige den 17 maj 2023, utgiven av Universal Pictures. En uppföljare under namnet Fast X: Part 2 har planerad premiär 2026.

## Handling
I den femte Fast and Furious-filmen slog Dom Toretto och hans besättning ut den brasilianske knarkkungen Hernan Reyes. Vad Dom och övriga i hans gäng inte visste var att Reyes son, Dante, blev vittne till händelsen. Han har tillbringat de senaste tolv åren med att tänka ut en plan för att hämnas.

## Rollista (i urval)
- Vin Diesel – Dominic "Dom" Toretto
- Michelle Rodriguez – Letty Ortiz
- Tyrese Gibson – Roman Pearce
- Chris "Ludacris" Bridges – Tej Parker
- Jason Momoa – Dante Reyes
- Nathalie Emmanuel – Ramsey
- Jordana Brewster – Mia Toretto
- John Cena – Jakob Toretto
- Jason Statham – Deckard Shaw
- Scott Eastwood – Eric Reisner
- Helen Mirren – Magdalene "Queenie" Ellmanson-Shaw
- Charlize Theron – Cipher
- Brie Larson – Tess
- Rita Moreno – Abuelita Toretto